# جورج رايموند
جورج رايموند (بالفرنسية: Georges Raymond)‏ هو طيار بطل فرنسي، ولد في 19 يونيو 1897 في ليون في فرنسا، وتوفي في 4 أكتوبر 1918.